# Tropiometra magnifica
Tropiometra magnifica is een haarster uit de familie Tropiometridae.
De wetenschappelijke naam van de soort werd in 1936 gepubliceerd door Austin Hobart Clark.